# Cristián Mackenna
Cristián Mackenna (Santiago de Chile, 10 de agosto de 1979) es un expiloto de automovilismo chileno.

## Trayectoria
Comenzó en el karting, donde fue tres veces Campeón Nacional, primero en infantil, luego en Júnior e internacional, distinguido como Mejor Kartista por el Club Nacional de Karting en 1995, Talento Deportivo del Automovilismo Nacional por el Comité Olímpico de Chile en 1996 y mejor automovilista de Chile por el Círculo de Periodistas Deportivos de Chile en 1999. A los 17 años participó en la Fórmula Honda de Argentina, donde se consagró como el mejor debutante. Mereciendo el reconocimiento de la prensa y del aficionado argentino, por sus aptitudes conductivas y personales.
Su actuación lo hizo merecedor a ocupar una de las butacas de la Vergani Racing en el Campeonato 1998 de la Fórmula Opel 2000 Europea. La Asociación Europea de Pilotos de Fórmula lo consagró con el premio Piloto Revelación de la temporada, elección unánime de todos los jefes de equipo de su categoría. Esta actuación le valió seguir en la categoría para 1999; terminó quinto con cuatro podios (Luxemburgo, Monza, Spa-Francorchamps y Hockenheimring), una pole position en Monza y dos vueltas rápidas (Monza y Donington Park).
En el año 2000 participó en la temporada 2000 del Open by Nissan también para Vergani Racing.
Dejó el automovilismo internacional competitivo por falta de auspicios en el año 2001 y entró a estudiar Economía a la Pontificia Universidad Católica de Chile de la cual se recibió en 2006.
Actualmente trabaja en El Definido, diario electrónico que fundó en 2013.